# Ombudskrig
| Ombudskrig |
| --- |
| I spanska inbördeskriget kämpade Nazityskland och Benito Mussolinis Italien mot Sovjetunionen på spansk mark. - Betydelse – krigföring via tredje part - Olika ord – ombudskrig, krig via ombud eller proxykrig - Exempel – spanska inbördeskriget, afghansk-sovjetiska kriget |

Ombudskrig, krig via ombud eller proxykrig är en typ av krigföring. Det kännetecknas av att två relativt mäktiga stater (eller grupperingar av stater) indirekt ligger i krig med varandra på en tredje stats territorium, utan att de två stormakternas styrkor öppet bekämpar varandra. En stat inblandad i ett ombudskrig kämpar ofta mot sina motståndares allierade, samtidigt som de bistår sina egna allierade i kampen mot deras gemensamma fiende. I ett ombudskrig kan båda stormakterna föra krig via ombud, eller så är den ena stormakten direkt krigförande medan den andra stormakten stöder sin allierade.

## Historik
Krig via ombud har blivit en vanlig typ av konflikt efter slutet av andra världskriget och inledningen på det kalla kriget. I stor utsträckning har de motiverats av rädslan för att en direkt konfrontation mellan USA och Sovjetunionen skulle resultera i en kärnvapenförintelse av planeten. Under senare årtionden ansåg Sovjetunionen även ofta att det var billigare att beväpna NATO-fientliga länder eller stridande grupper än att självt ta till vapen. Dessutom innebar TV-mediets framväxt att främst USA:s allmänhet lättare kunde få negativa känslor angående direkta och utdragna krig, där amerikanska medborgares liv i utlandet sattes på spel.
Exempel på ombudskrig efter andra världskriget har varit USA:s militära bistånd till de afghanska motståndsstyrkorna under afghansk-sovjetiska kriget. Även inbördeskrigen i Syrien och Jemen har starka drag av krig via ombud.
Ombudskrig kan också uppstå ur lokala konflikter som trappas upp genom andra länders interventioner (jämför icke-interventionism). Spanska inbördeskriget inleddes som ett inbördeskrig mellan pro-fascistiska nationalister och anhängare till den Andra spanska republiken. Detta förändrades när både Nazityskland, Sovjetunionen, Mexiko och internationella brigaderna började skicka vapen och förnödenheter till varsin sida av konflikten.